# Kup europskih prvaka 1961./62. (košarka)
Ovo je peto izdanje Kupa europskih prvaka u košarci. Sudjelovale su 24 momčadi: igran je kvalifikacijski turnir, osmina završnice, četvrtzavršnica, poluzavršnica i završnica. Jugoslavija je imala jednog predstavnika: ljubljansku AŠK Olimpiju. Tijekom izbacivanja igrane su dvije utakmica i nije bio važan broj pobjeda (moglo je biti 1:1), nego razlika u pogocima. U završnici prvi put igrana je jedna utakmica. Završnica je odigrana u Ženevi 29. lipnja 1962.

## Turnir

### Poluzavršnica
- CSKA Moskva -  Dinamo Tbilisi 71:75, 66:77
- AŠK Olimpija -  Real Madrid 105:91, 53:69

### Završnica
- Dinamo Tbilisi -  Real Madrid 90:83

- europski prvak:  Dinamo Tbilisi (prvi naslov)
  - sastav ([1]): Levan Mosešvili, Guram Minašvili, Ilarion Khazaradze, Revaz Gogelia, Valerij Altabajev, Anzor Ležava, Levan Intskirveli, Vladimer Ugrekhelidze, Aleksandr Kiladze, Aleksandr Petrov, Anton Kazandjian, Amiran Skhiereli, trener Otar Korkia